# 맘대로 가자
《맘대로 가자》는 TV조선에서 방영되는 텔레비전 프로그램이며 2017년 3월 20일부터 2017년 5월 15일까지 방영되었다.

## 기획 의도
회려한 플래시를 받으며 사는 스타들 과연 집에서는, 엄마 앞에서 모습은 어떤 모습일까?
그들의 진짜 모습을 확인할 수 있는 리얼 여행 프로젝트.
4인 4색 다양한 아들들이 준비한 세상 단 하나뿐인 효도관광
다정다감 딸 같은 아들부터 허물없는 친구 같은 아들
엄마에게 가까이 가기엔 아직 어색한 아들까지
의외의 모습이 드러나는 스타 아들들과 아들 못지않게 개성 넘치는 엄마들의 좌충우돌 추억 쌓기

## 출연자
- 김종국 & 조혜선
- 허경환 & 이신희

### 말레이시아 편
- 송재희 & 최영란
- 박현빈 & 정성울

### 베트남 편
- 장동민 & 나명자